# Équipe d'Afrique du Sud de football
Cet article traite de l'équipe masculine. Pour l'équipe féminine, voir Équipe d'Afrique du Sud de football féminin.
Maillots
Actualités
L'équipe d'Afrique du Sud de football, surnommée les Bafana Bafana (signifiant « les garçons, les garçons » ou  « les gars, les gars » en xhosa), est constituée par une sélection des meilleurs joueurs sud-africains sous l'égide de la Fédération sud-africaine de football.

## Histoire

### Les débuts de l'Afrique du Sud
Les premiers matchs de football documentés sont joués au Cap et à Port Elizabeth en 1862. La fédération d'Afrique du Sud de football (South African Football Association) est fondée en 1892. Même si le football est très populaire dans toutes les communautés, en raison de la ségrégation raciale, la SAFA ne concerne que la communauté blanche d'Afrique du Sud. D'autres fédérations concernant les autres communautés sont fondées les années suivantes : la South African Indian Football Association (SAIFA) en 1903, la South African Bantu Football Association (SABFA) en 1933 et la South African Coloured Football Association (SACFA) en 1936. En 1899, une sélection sud-africaine composée de joueurs noirs, le ‘Kaffir Football Team’ fait une tournée de 50 matchs en Europe.
En 1906, une sélection sud-africaine exclusivement composée de joueurs blancs, disputent une tournée de 12 matchs en Amérique du sud. Elle remporte 11 de ces matchs, marquant 60 buts et ne concédant que 7 buts. C'est lors de cette tournée que l'Afrique du Sud dispute et remporte son premier match international, contre l'Argentine le 9 juillet 1906. En 1910, la SAFA rejoint la FIFA et devient la première fédération d'Afrique à y adhérer. Elle s'en retirera en 1924 avant d'y être de nouveau intégrée en 1952.
De 1906 à 1947, l'équipe d'Afrique du Sud dispute quasiment tous ses matches amicaux contre l'Angleterre. Il n'y a que lors de l'année 1924 qu'elle s'oppose à d'autres nations comme le Pays de Galles, l'Irlande et les Pays-Bas.
Le 7 juin 1947 à Newcastle (Australie), l'équipe d'Afrique du Sud de football (South Africa national football team) connaît l’une de ses pires défaites contre l'Australie sur le score de 5 - 1. C'est aussi contre cet adversaire que l'Afrique du Sud quelques années plus tard, 17 septembre 1955, enregistre sa plus nette victoire : 8-0 à Adélaïde. La Fédération d'Afrique du Sud de football est ré-affiliée à la FIFA en 1952.
La fédération d'Afrique du Sud de football est membre de la Confédération africaine de football de 1957 à 1958, puis est réintégrée en 1992.

### L'Afrique du Sud durant l'Apartheid
La Fédération d'Afrique du Sud de football est ré-affiliée à la FIFA en 1952. En 1954, la South African Soccer Federation (SASF), une fédération sud-africaine anti-apartheid issue de la fusion des fédérations noires, "colored" et bantus, postule pour s'affilier à la FIFA, arguant notamment qu'elle représente la majorité des pratiquants de football en Afrique du Sud. Si cela n'empêche pas à la SAFA de garder sa position à la FIFA, cela fragilise son autorité. En 1956, la SAFA change de nom pour s'appeler la Football Association of Southern Africa (FASA): elle se pose désormais comme fédération non exclusive et ouverte aux non-blancs - même si dans les faits, rien ne change et la ségrégation demeure.
La même année, avec l’Égypte, l’Éthiopie et le Soudan, l'Afrique du sud forme la Confédération africaine de football dont l'un des buts est la tenue de la première Coupe d'Afrique des nations de football à Khartoum au Soudan en 1957. Les quatre sélections fondatrices de la CAF devaient prendre part à ce tournoi mais l’équipe d'Afrique du Sud en sera finalement interdite de participation (certaines sources déclarent qu'elle se retira volontairement de la compétition). L'Afrique du Sud en raison de l'Apartheid refusait d'envoyer une sélection mixte comme l'exigeaient les autres membres de la CAF, préférant  envoyer une équipe soit exclusivement composée de joueurs blancs, soit exclusivement composée de joueurs noirs.
Lors de la deuxième conférence de la CAF, en 1958, l'Afrique du Sud est officiellement expulsée de la CAF. La fédération "blanche", la FASA est admise à la FIFA la même année, mais au mois d'août de 1960, il est donné un ultimatum d'un an pour se conformer à la non-discrimination des règlements de la FIFA. Le 26 septembre 1961 à la conférence annuelle de la FIFA, l'association sud-africaine est suspendue de la FIFA. Sir Stanley Rous, président de la Fédération de football d'Angleterre, est élu Président de la FIFA, quelques jours plus tard. Rous, inflexible, déclare que le sport, et la FIFA en particulier, ne devrait pas se mêler aux affaires politiques, et continue face à une opposition farouche des membres africains en tête à résister aux tentatives d'expulsion de l'Afrique du Sud de la FIFA.
La suspension est levée en janvier 1963, après une visite en Afrique du Sud par Rous et James McGuire (en) afin d'enquêter sur l'état du football dans le pays. Rous avait déclaré que si la suspension n'était pas levée, le football y serait retardé, peut-être à un point de non-recouvrement. La conférence annuelle suivante de la FIFA en octobre 1964 se tient à Tokyo et regroupe un plus grand contingent de représentants d'associations africaines et asiatiques. La suspension de l'Afrique du Sud est de nouveau prononcée. De 1959 à 1976, la sélection sud-africaine ne dispute plus aucun match international.
En 1974, le ministre des Sports Piet Koornhof propose de relâcher la discrimination raciale et de permettre les événements sportifs entre blancs et non-blancs. La même année, une rencontre amicale entre une sélection blanche et une sélection non-blanche a lieu dans le Rand Stadium et se solde par la victoire 2-0 de la sélection blanche.
En 1976, le gouvernement sud-africain consent à la formation de la première sélection mixte sud-africaine pour affronter l'Argentine en match amical le 17 mars 1976. À cette occasion, le joueur noir Jomo Sono marque 4 buts et permet à l'Afrique du Sud de s'imposer 5-0. Après le soulèvement de Soweto quelques mois plus tard, l’Afrique du Sud, jusque-là que "suspendue", est officiellement expulsée de la FIFA.
L'année suivante, une sélection sud-africaine mixte dispute deux matches amicaux de manière officieuse contre la Rhodésie,.

### L'Afrique du Sud depuis la fin de l'Apartheid et le titre de champion d'Afrique 1996
La Fédération d'Afrique du Sud de football est réintégrée en 1992 à la CAF et à la FIFA. Le 9 juillet 1992 a lieu le premier match international des Sud-Africains depuis la fin de l'Apartheid contre le Cameroun. Une des plus larges défaites de l’équipe d'Afrique du Sud fut le 6 octobre 1993 à Los Angeles (États-Unis) contre le Mexique qui gagne 4-0. L’Afrique du Sud ne participa pas à la CAN 1994, mais en 1996 elle organise la CAN 1996, voici le parcours qui a permis de gagner le titre : le pays organisateur tombe dans le groupe de l’Angola, de l’Égypte et du Cameroun. Il bat le Cameroun sur le score de 3-0 (but de Philemon Masinga, de John Moshoeu et de Mark Williams), puis l’Angola (1-0, but de Mark Williams) mais s’incline contre l’Égypte (0-1), et termine première du groupe. En quarts de finale, le pays organisateur affronte l’Algérie et s’impose 2-1 (buts de John Moshoeu et de Mark Fish). Puis en demi, le Ghana est l’adversaire des Bafana Bafana. Grâce à Mark Williams et au doublé de John Moshoeu, le pays organisateur s’impose 3-0 et se qualifie pour sa première finale de son histoire. Le 3 février 1996, a lieu à First National Bank Stadium (FNB Stadium) à Johannesburg la finale. Devant 80 000 personnes et parmi eux le président sud-africain Nelson Mandela, l’Afrique du Sud remporte le titre de champion d’Afrique grâce au doublé en 2 minutes (73e et 75e) de Mark Williams contre la Tunisie. Mark Williams termine meilleur buteur ex æquo avec le zambien Kalusha Bwalya, avec 5 buts.

### De 1996 à 2002: la présence des Bafana Bafana au niveau mondial

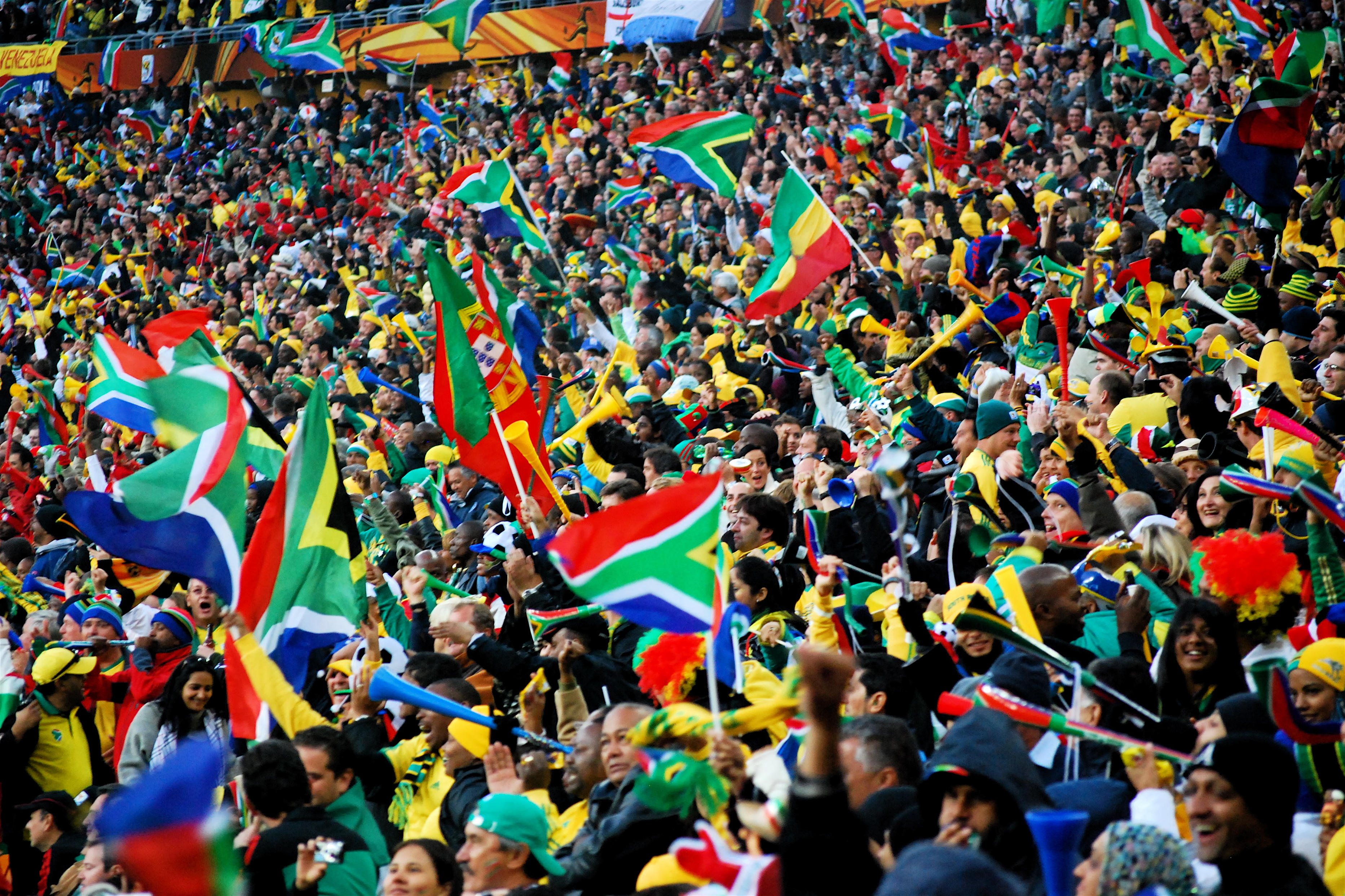
Public des Bafana Bafana

Fort de leur titre obtenu chez elle, les Bafana Bafana sont attendus et se qualifient pour la CAN 1998 et pour leur première Coupe du monde de football, en France. À la CAN 1998, ils échouèrent en finale contre l’Égypte sur le score de 2-0, mais Benedict McCarthy finit meilleur buteur de la compétition à égalité avec Hossam Hassan, l’égyptien, avec 7 buts. Puis lors de la Coupe du monde 1998, l’Afrique du Sud est éliminée au premier tour avec deux points (0-3 contre la France ; 1-1 contre le Danemark, but de Benedict McCarthy ; 2-2 contre l’Arabie saoudite, doublé de Shaun Bartlett). Lors de la CAN 2000, elle prend la troisième place en battant la Tunisie (2-2 tab 4-3), mais Shaun Bartlett avec 5 buts termine meilleur buteur de la compétition. À Washington, le 3 juin 2000, les États-Unis réalisent une des plus larges défaites des Bafana Bafana, sur le score de 4-0. Elle a prouvé qu'elle avait sa place parmi les grandes nations africaines en football. Lors de la CAN 2002, l’équipe d'Afrique du Sud perd en quarts contre le Mali (0-2). Lors de la Coupe du monde 2002, elle frôla les huitièmes, elle fait match nul contre le Paraguay (2-2, buts de Quinton Fortune et de Teboho Mokoena), bat la Slovénie (1-0, but de Siyabonga Nomvethe) mais s’incline contre l’Espagne (2-3, buts de Benedict McCarthy et de Lucas Radebe).

### Depuis 2002: le déclin de la sélection
Cependant, depuis 2002, les Bafana Bafana sont en perte de vitesse, en témoignent leurs mauvais résultats obtenus lors des CAN 2004, 2006 et 2008 où ils échouèrent au premier tour. Une des plus larges défaites de l’Afrique du Sud a lieu à Monastir, en Tunisie, le 31 janvier 2004 qui se solde par un 4-0 pour le Nigeria, dans la phase de poule de la CAN 2004. L’équipe d'Afrique du Sud a aussi remporté la Cosafa Cup en 2002 contre le Malawi, 2007 contre la Zambie. Elle a même participé à la Gold Cup 2005, en étant éliminée en quarts aux tirs au but par le Panama (1-1 tab 5-3). Elle est récompensée en 2010 avec l'organisation de la Coupe du monde de football 2010, c'est la première fois qu'un pays africain organise une phase finale, mais n’est toutefois pas qualifiée pour la CAN 2010 en Angola. L'entraîneur Carlos Alberto Parreira est remplacé par le Brésilien Joel Santana pour préparer la Coupe du monde 2010. À huit mois de celle-ci, Santana est démis de ses fonctions à la suite des mauvais résultats en matchs de préparation.
Le 23 octobre 2009, Carlos Alberto Parreira redevient sélectionneur de l'équipe nationale.
Qualifiée en tant que pays organisateur pour le mondial 2010, elle est le premier pays organisateur éliminé au premier tour après un match nul (1-1 contre le Mexique), 1 défaite (0-3 contre l'Uruguay) et une victoire (2-1 contre la France). Le Brésilien se retire après le mondial et laisse la place à son adjoint sud-africain Pitso Mosimane, la Fédération ayant décidé de faire confiance à un technicien national.
Si l'Afrique du Sud ne se qualifie plus pour une phase finale de Coupe du monde, elle continue de se qualifier régulièrement pour des phases finales de Coupe d'Afrique des nations, parfois en y réalisant des prestations plus qu'honorables. Ainsi lors de l'édition 2019, les Bafana Bafana réussissent à sortir des phases de groupes en tant que 4e meilleur troisième dans un groupe très relevé (avec le Maroc et la Côte d'Ivoire) depuis le passage de la CAN à 24 équipes. Ceux-ci atteignent les quarts de finale de la compétition, où ils sont éliminés par le Nigeria (1-2) après avoir sorti en huitièmes de finale l'Égypte pays hôte de l'épreuve (1-0). Cependant, l'Afrique du Sud ne parvient pas à se qualifier pour la CAN 2022, en terminant 3e de son groupe de qualification derrière le Ghana et le Soudan avec un bilan de 3 victoires, un match nul et 2 défaites, dont un revers lors du match décisif à l'extérieur contre les Crocodiles du Nil, leur concurrent direct pour la 2e place, lors de la dernière journée (0-2).

## Couleurs
Lors de leur premier match international en 1906, la sélection sud-africaine arborait un maillot blanc avec un short bleu. Par la suite et jusqu'en 1992, l'équipe nationale de football arborera la même tenue que celle de l'équipe d'Afrique du Sud de rugby à XV: un maillot vert à col doré frappé de l'emblème des Springboks. À la fin de l'Apartheid, ces couleurs sont au centre d'un débat national car elles représentent pour certains la domination blanche. En 1991, le gouvernement sud-africain décide qu'au lieu du Springbok, toutes les fédérations sportives devront adopter la Protée comme emblème. La fleur fait son apparition pour la Coupe du monde 1998 aux côtés du logo de la SAFA.
Pour leur premier match post-apartheid, le 9 juillet 1992, l'équipe d'Afrique du Sud arborait un maillot doré et un short vert. Malgré les quelques variations ponctuellement faites par les différents équipementiers, ces couleurs - le vert et l'or - demeureront. Les couleurs secondaires, lors d'un match à l'extérieur, sont en général à l'inverse des couleurs domiciles: maillot vert et short jaune. Les joueurs de l'Afrique du Sud sont surnommés "Bafana, bafana", qui signifient en zoulou "Les gars Les gars", terme qui à l'origine avait été utilisé par le journaliste Sibusiso Mseleku lors de leur premier match post-apartheid.

## Classement FIFA

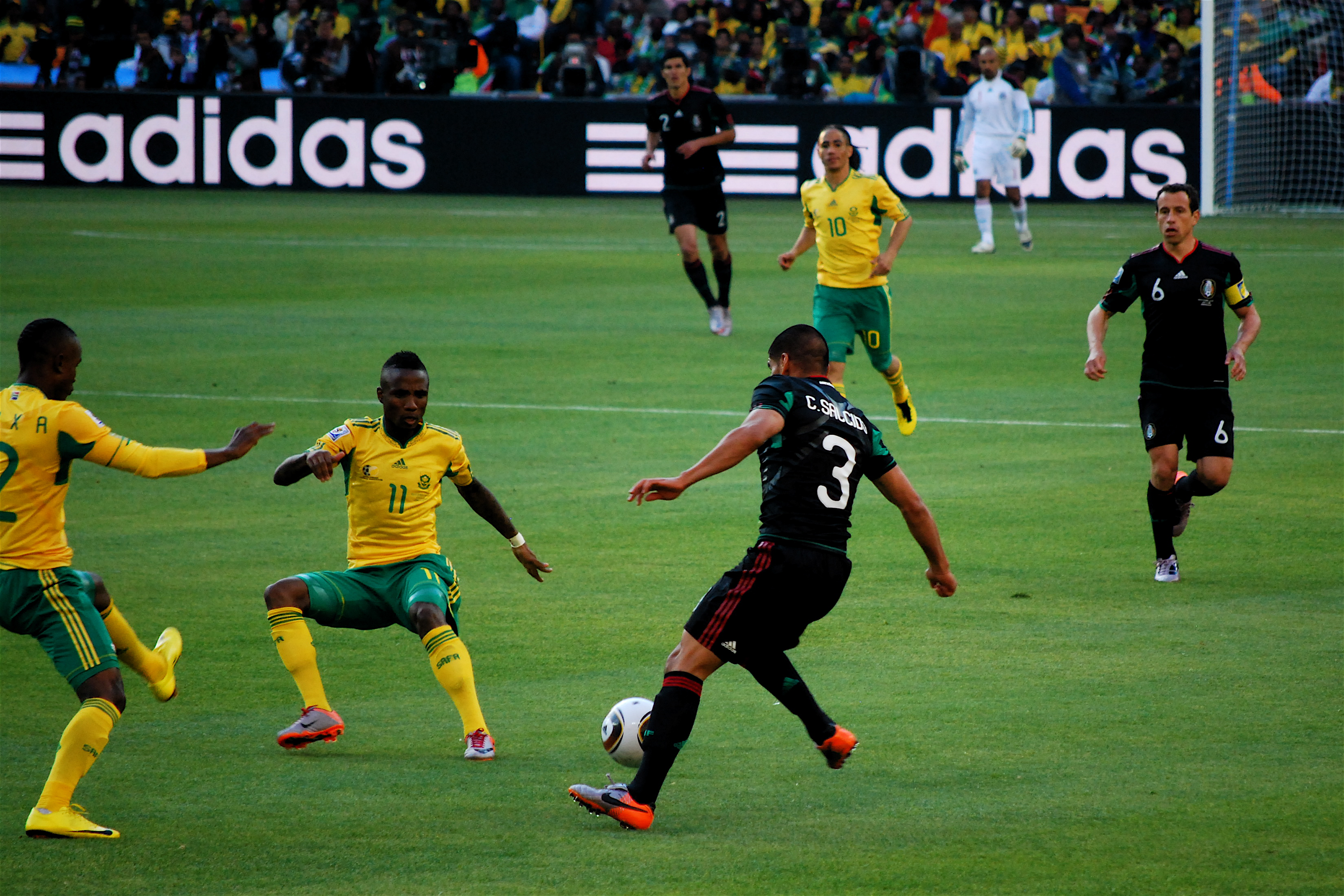
Premier match à la Coupe du monde 2010

| Année              | 1993 | 1994 | 1995 | 1996 | 1997 | 1998 | 1999 | 2000 | 2001 | 2002 | 2003 | 2004 | 2005 | 2006 | 2007 | 2008 | 2009 | 2010 | 2011 | 2012 | 2013 | 2014 | 2015 | 2016 | 2017 | 2018 | 2019 | 2020 |
| ------------------ | ---- | ---- | ---- | ---- | ---- | ---- | ---- | ---- | ---- | ---- | ---- | ---- | ---- | ---- | ---- | ---- | ---- | ---- | ---- | ---- | ---- | ---- | ---- | ---- | ---- | ---- | ---- | ---- |
| Classement mondial | 95   | 56   | 40   | 19   | 31   | 26   | 30   | 20   | 35   | 30   | 36   | 38   | 49   | 67   | 77   | 76   | 85   | 51   | 52   | 87   | 62   | 52   | 72   | 60   | 81   | 72   | 71   | 71   |
| Classement CAF     | 22   | 12   | 9    | 1    | 4    | 3    | 2    | 1    | 2    | 4    | 5    | 7    | 8    | 16   | 17   | 19   | 18   |      |      |      |      |      |      |      |      |      | 13   | 13   |

## Palmarès

### Parcours enCoupe du monde
| Année | Position     |      | Année         | Position |                        | Année | Position |
| 1930  | Non inscrite | 1974 | Non inscrite  | 2010     | 1er tour               |       |          |
| 1934  | Non inscrite | 1978 | Non inscrite  | 2014     | Non qualifiée          |       |          |
| 1938  | Non inscrite | 1982 | Non inscrite  | 2018     | Non qualifiée          |       |          |
| 1950  | Non inscrite | 1986 | Non inscrite  | 2022     | Non qualifiée          |       |          |
| 1954  | Non inscrite | 1990 | Non inscrite  | 2026     | Éliminatoires en cours |       |          |
| 1958  | Non inscrite | 1994 | Non qualifiée | 2030     | À venir                |       |          |
| 1962  | Non inscrite | 1998 | 1er tour      | 2034     | À venir                |       |          |
| 1966  | Non inscrite | 2002 | 1er tour      |          |                        |       |          |
| 1970  | Non inscrite | 2006 | Non qualifiée |          |                        |       |          |

### Parcours enCoupe d'Afrique

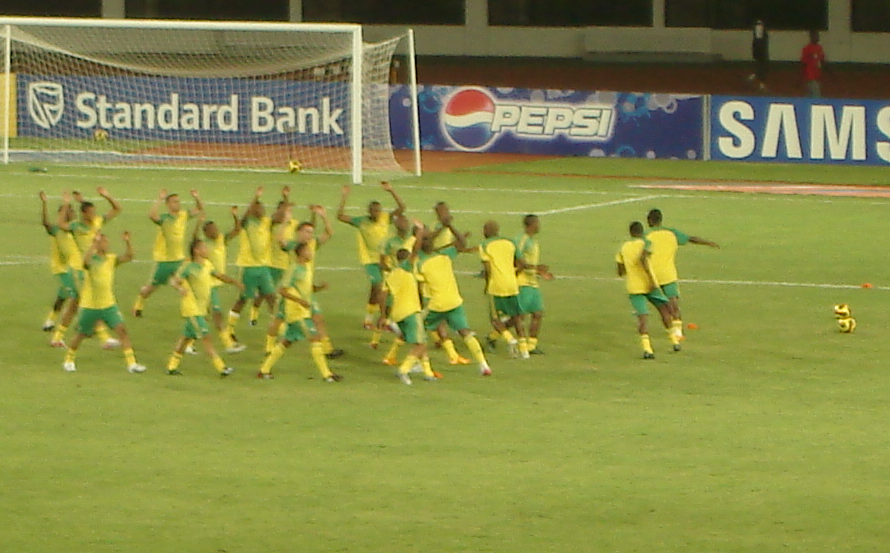
Les Bafana Bafana lors de l'échauffement pendant la CAN 2008

| Année | Position     |      | Année             | Position |                   | Année | Position |
| 1957  | Non inscrite | 1982 | Non inscrite      | 2006     | 1er tour          |       |          |
| 1959  | Non inscrite | 1984 | Non inscrite      | 2008     | 1er tour          |       |          |
| 1962  | Non inscrite | 1986 | Non inscrite      | 2010     | Tour préliminaire |       |          |
| 1963  | Non inscrite | 1988 | Non inscrite      | 2012     | Tour préliminaire |       |          |
| 1965  | Non inscrite | 1990 | Non inscrite      | 2013     | Quart de finale   |       |          |
| 1968  | Non inscrite | 1992 | Non inscrite      | 2015     | 1er tour          |       |          |
| 1970  | Non inscrite | 1994 | Tour préliminaire | 2017     | Tour préliminaire |       |          |
| 1972  | Non inscrite | 1996 | Vainqueur         | 2019     | Quart de finale   |       |          |
| 1974  | Non inscrite | 1998 | Finaliste         | 2021     | Tour préliminaire |       |          |
| 1976  | Non inscrite | 2000 | Demi-finale (3e)  | 2023     | Demi-finale (3e)  |       |          |
| 1978  | Non inscrite | 2002 | Quart de finale   | 2025     | À venir           |       |          |
| 1980  | Non inscrite | 2004 | 1er tour          | 2027     | À venir           |       |          |

### Parcours à laCoupe des confédérations
| Année | Position    |      | Année            | Position |             | Année | Position |
| 1992  | 1er tour    | 2001 | Non inscrit      | 2013     | Non inscrit |       |          |
| 1995  | Non inscrit | 2003 | Non inscrit      | 2017     | Non inscrit |       |          |
| 1997  | Non inscrit | 2005 | Non inscrit      |          |             |       |          |
| 1999  | Non inscrit | 2009 | Demi-finale (4e) |          |             |       |          |

### Participation à laGold Cup (CONCACAF)
- 2005 : Quart de finaliste

### Autres compétitions
- Cosafa Cup :
  - Vainqueur en 2002, 2007, 2008, 2016 et 2021
  - Finaliste en 2025

## Records
| Rang | Joueur             | Carrière  | Sélections |
| ---- | ------------------ | --------- | ---------- |
| 1    | Aaron Mokoena      | 1999-2010 | 107        |
| 2    | Itumeleng Khune    | 2008-2018 | 91         |
| 3    | Siphiwe Tshabalala | 2006-2017 | 89         |
| 4    | Siyabonga Nomvethe | 1999-2012 | 82         |
| 5    | Benni McCarthy     | 1997-2012 | 80         |
| 6    | Shaun Bartlett     | 1995-2005 | 74         |
| 7    | John Moshoeu       | 1993-2004 | 73         |
| 8    | Bernard Parker     | 2007-2015 | 72         |
| 8    | Delron Buckley     | 1998-2012 | 72         |
| 10   | Lucas Radebe       | 1992-2003 | 70         |

| Rang | Joueur                                        | Carrière` | Buts |
| ---- | --------------------------------------------- | --------- | ---- |
| 1    | Benni McCarthy                                | 1997-2012 | 31   |
| 2    | Shaun Bartlett                                | 1995-2005 | 28   |
| 3    | Katlego Mphela                                | 2005-2013 | 23   |
| 3    | Bernard Parker                                | 2007-2015 | 23   |
| 5    | Phil Masinga                                  | 1992-2001 | 19   |
| 6    | Siyabonga Nomvethe                            | 1999-2012 | 16   |
| 6    | Percy Tau                                     | 2017-     | 16   |
| 8    | Sibusiso Zuma                                 | 1998-2008 | 13   |
| 9    | Tokelo Rantie                                 | 2012-2017 | 12   |
| 9    | Siphiwe Tshabalala sanogo sidoubien nathanael | 2006-2017 | 12   |

Les joueurs en gras sont encore en activité.

## Sélection actuelle

### Groupes précédents
- CAN 2019
- CAN 2015
- CAN 2013
- Coupe du monde 2010
- Coupe des Confédérations 2009
- CAN 2008
- CAN 2006
- Coupe du monde 2002
- Coupe du monde 1998

## Sélectionneurs de l'Afrique du Sud
| - Hugh Sweetlove (1924) - John Wheeler (1924) - J. Barbour (1947-1955) | - J. E. Kennedy (1955) - Alan Rogers (1963) |

Liste des sélectionneurs de l'Afrique du Sud depuis 1992.
| - Stanley Tshabalala (1992) - Ephraim Mashaba (1992) - Augusto Palacios (1993) - Clive William Barker (1994–1997) - Jomo Sono (1998) - Philippe Troussier (1998) - Trott Moloto (1998–2000) - Carlos Queiroz (2000–2002) - Ephraim Mashaba (2001) | - Trott Moloto (2002) - Jomo Sono (2002) - Ephraim Mashaba (2002–2003) - Jomo Sono (2003) - April Phumo (2004) - Stuart Baxter (2004–2005) - Ted Dumitru (2005–2006) - Pitso Mosimane (2006) - Carlos Alberto Parreira (2007–2008) | - Joel Santana (2008–2009) - Carlos Alberto Parreira (2009–2010) - Pitso Mosimane (2010–2012) - Steve Komphela (2012) - Gordon Igesund (2012–2014) - Ephraim Mashaba (juil. 2014- déc. 2016) - Stuart Baxter (2017-2019) - Molefi Ntseki (2019-2021) - Hugo Broos (depuis 2021) |